# Stadtpark (Tarnowskie Góry)

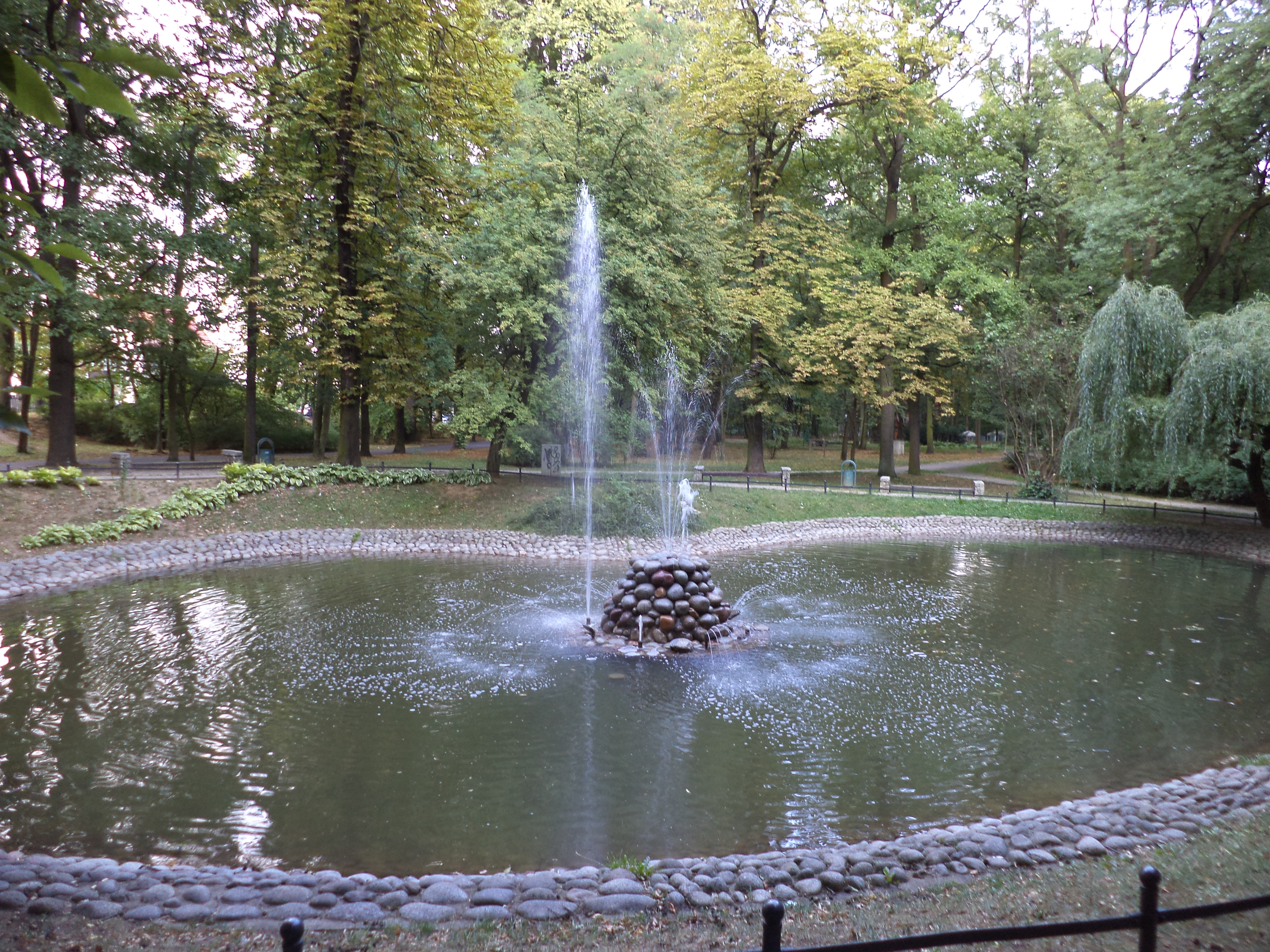
Teich mit Fontänen

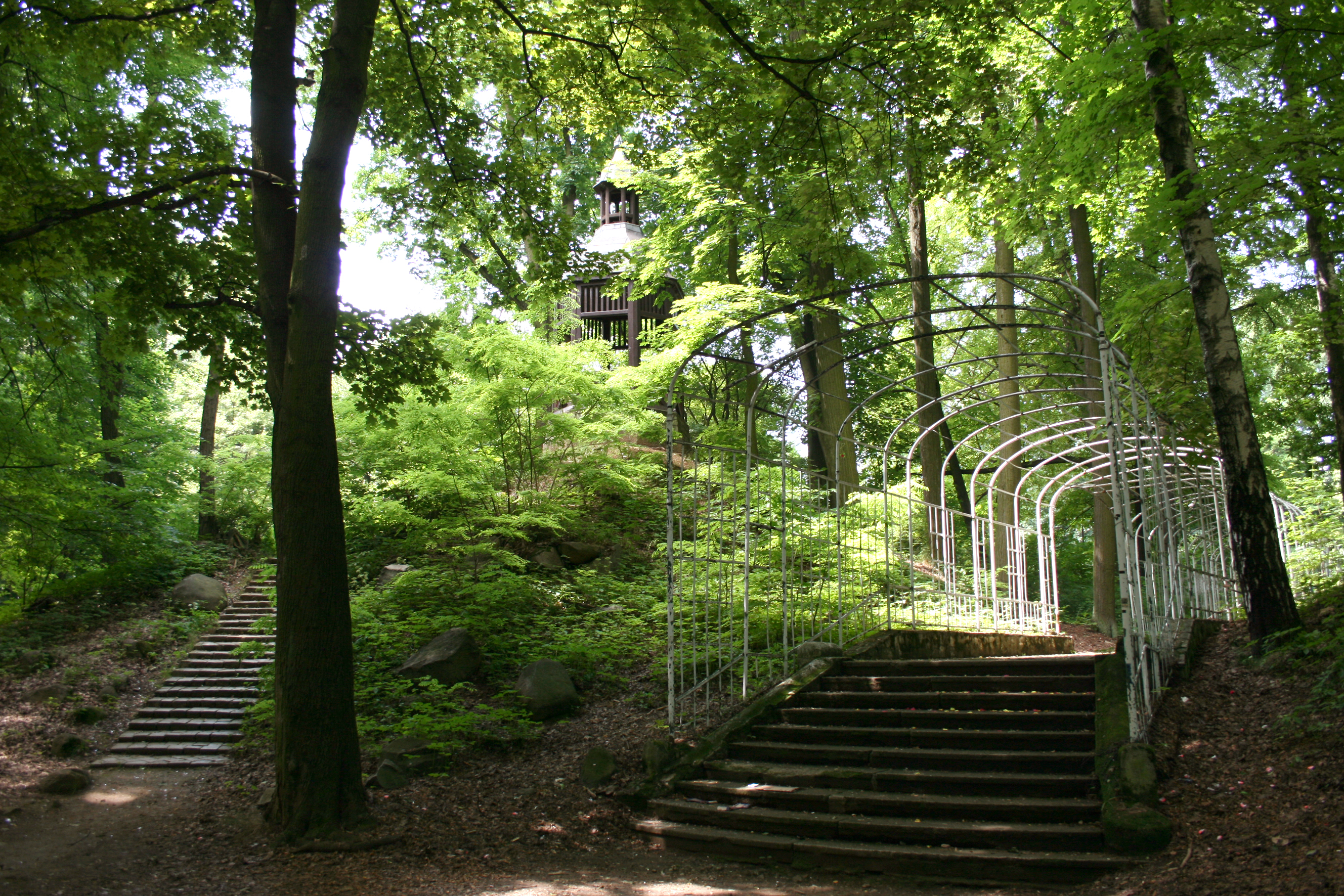
Laubengang und Aussichtsturm

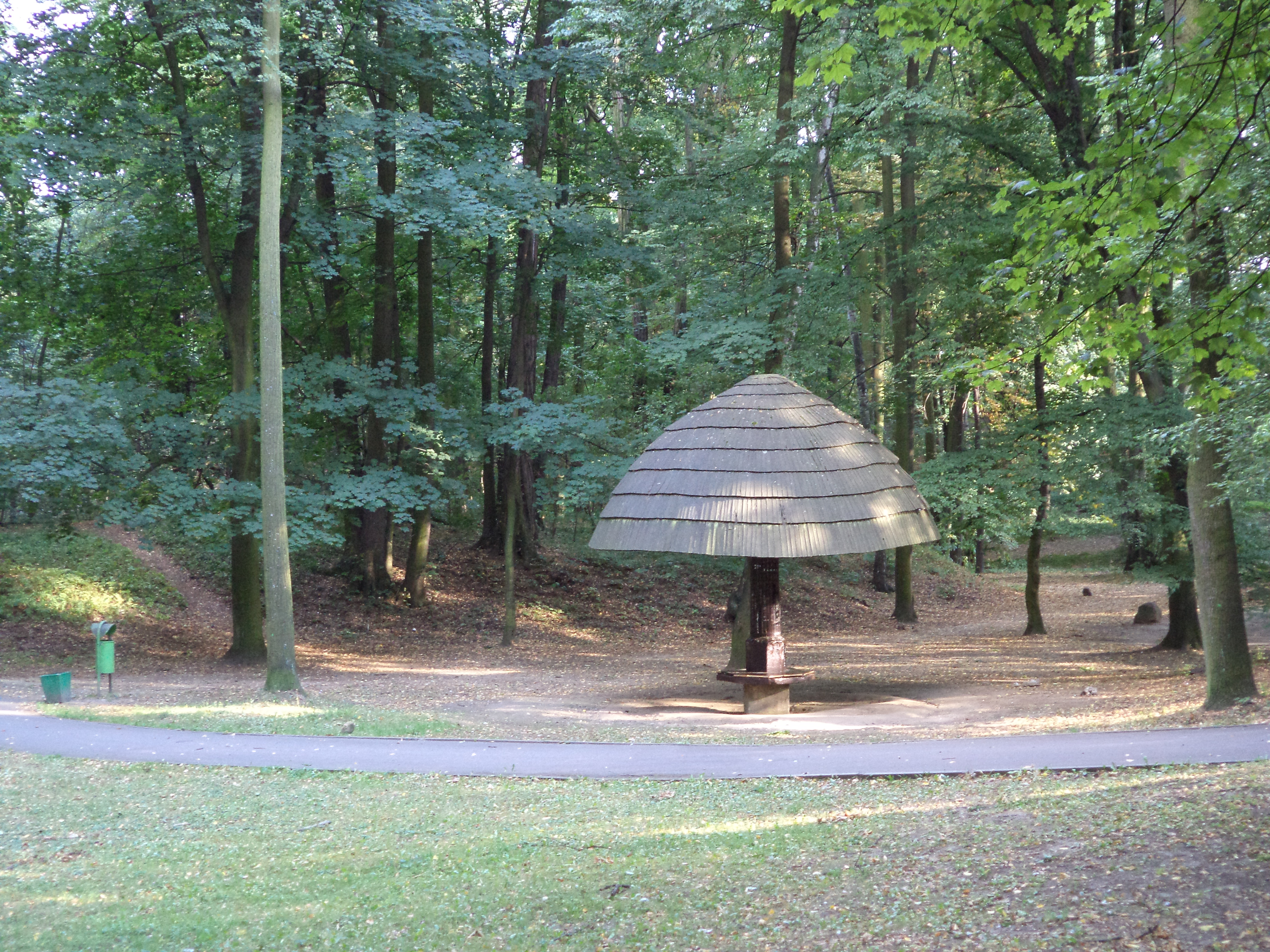
Unterstand in Pilzform

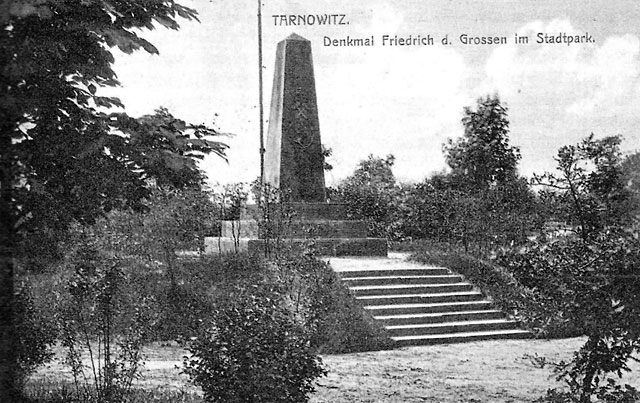
Der ehem. Redenstein (Obelisk)

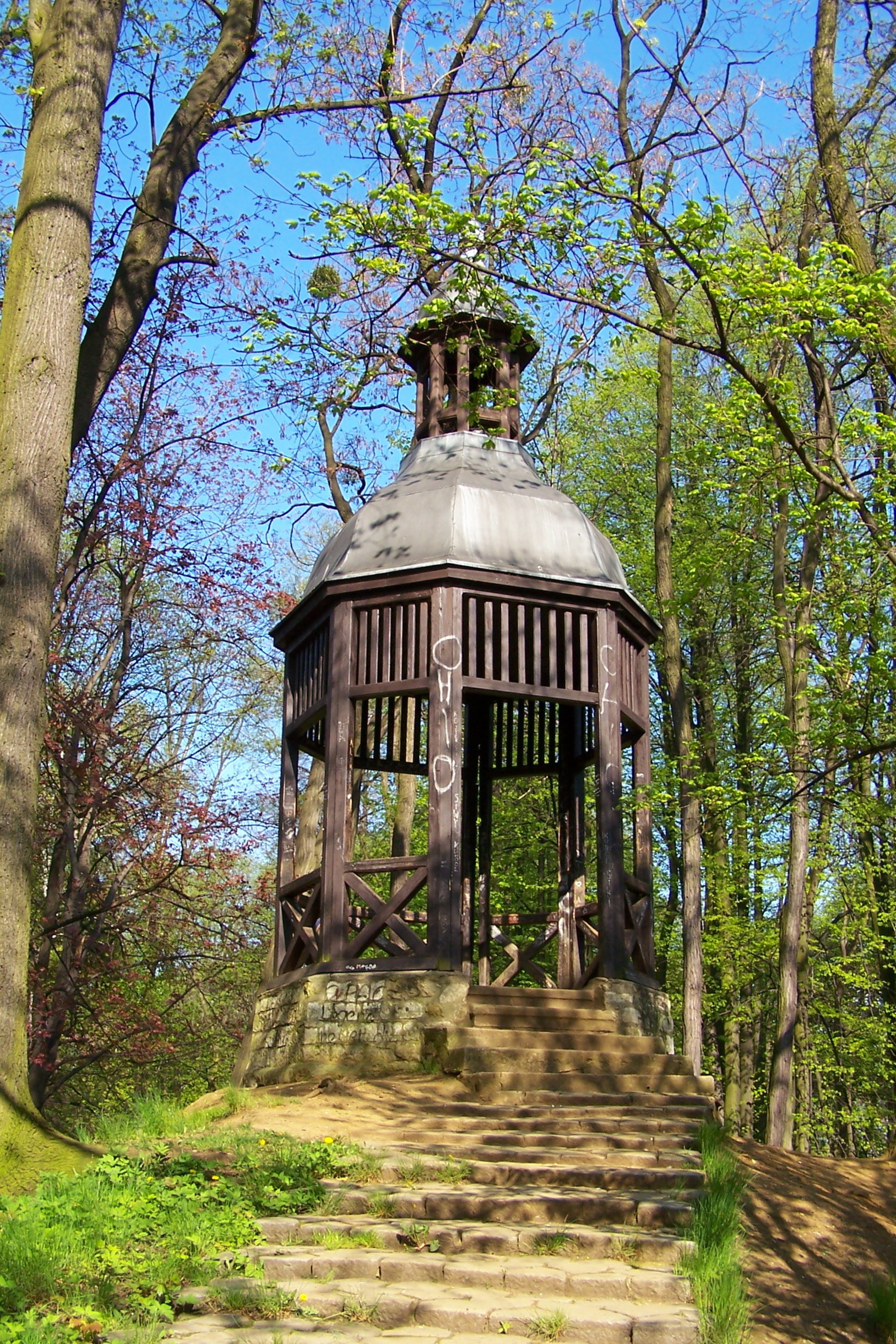
Aussichtsturm

Der Stadtpark (polnisch Park Miejski) ist ein 21,5 Hektar großer Park im Zentrum der oberschlesischen Stadt Tarnowskie Góry (Tarnowitz). Der älteste Teil des Parks wurde 1903 angelegt. Der Stadtpark gilt als eines der frühesten Beispiele für die Rekultivierung von alten Bergbauflächen und ist Teil des UNESCO-Welterbes Silberbergwerk Tarnowitz. Der Park besitzt etwa 50 verschiedene Baumarten und zehn Straucharten. Umgeben ist der Park vom Alten Friedhof und dem Neuen Friedhof.

## Geschichte
Der Stadtpark entstand auf Initiative des katholischen Pfarrers von Tarnowitz Franz Kokott († 1908) und des Tarnowitzer Bürgermeisters Richard Otte und wurde 1903 angelegt. Die erworbene Fläche war stark vom Bergbau und dem Abbau aus dem 19. Jahrhundert geprägt und war von Halden durchzogen. Er wurde nach den Plänen des Gärtners P. Bernert gestaltet.
Der Eingang zum Park ist von einer Findlingsgruppe umgeben. Der größte Findling ist ein Naturdenkmal. Einer der Findlinge hat eine Tafel. Ursprünglich war sie mit einem deutschen Vers des Tarnowitzers Hildebrandt beschriftet, 1925 wurde dieser durch einen Vers von Jan Nowak ersetzt. Der deutsche Vers lautete: „Für jeden Fuß ist jeder Gang, für jeden Müden jede Bank, für jedes Aug' der Blumen Flor, der Vöglein Lied für jedes Ohr, die freie Gottesluft für alle und für den Durst die Selterhalle, doch alles laß an seinen Fleck, von Baum und Strauch die Finger weg“. Zudem sollte ein Bismarck-Hindenburg-Turm errichtet werden, der jedoch wohl wegen der Abtretung der Stadt an Polen nicht mehr realisiert wurde. Zudem wurde im Park ein Heldenhain angelegt, auf dem eine Hindenburgeiche, eine Mackenseneiche, eine Ludendorffeiche und eine Woyrscheiche gepflanzt wurden, welche von 1650 Heldeneichen umgeben waren.
Nach 1910 wurde eine Sportanlage errichtet. 1918 wurde ein Ehrenfriedhof für die Gefallenen des Ersten Weltkriegs angelegt. Im Zweiten Weltkrieg wurden auch die Gefallenen des Krieges auf dem Ehrenfriedhof bestattet. 1928 wurde eine Eisschnelllaufbahn errichtet und 1977 ein Ski- und Schlittenhügel.
Als 1910 der Betrieb der Friedrichsgrube gänzlich eingestellt wurde, wurde der Obelisk (Redenstein) der auf der Rudolphinendenkhalde im Grubenpark stand, der Stadtverwaltung von Tarnowitz übergeben, welche diesen anschließend im Stadtpark aufstellte. Nachdem Tarnowitz an Polen gekommen war, wurde der Obelisk 1930 zerstört.
Am 10. April 2011 wurde ein Gedenkstein für den Flugzeugabsturz von Smolensk aufgestellt. Im Oktober 2013 wurden die Parkwege benannt und Namensschilder aufgestellt. Die Wege erhielten folgende Namen: Aleja Kaganków, Aleja Skarbka, Aleja Pod Wieżę, Aleja Dobrego Urobku, Aleja Karbidek, Aleja Sztygarów, Skrót Gwarków, Promenada. 2016 wurde der Park als Kulturdenkmal eingetragen.
2017 wurden der Stadtpark mit weiteren Orten zum UNESCO-Welterbe erklärt.
Im Park finden sich heute u. a. ein Teich mit Fontäne, ein Aussichtsturm auf einem Hügel, ein Laubengang, eine Bar, ein Spielplatz, steinerne Blumenschalen (u. a. vom Schloss Repten), eine Konzertmuschel mit Fußballplatz, Tennisplätze, ein Rodelhügel, ein hölzerner Verkaufspavillon, sowie ein alter Schacht für den Bergbau und der Bahndamm der ehemaligen Kleinbahn.